# Andrano
Andrano es una localidad italiana de la provincia de Lecce, región de Puglia, con 5.049 habitantes. Situada en el sureste de la provincia, incluye un corto tramo de la costa adriática del bajo Salento. También incluye la aldea de Castiglione d'Otranto y la ciudad costera de Marina di Andrano.

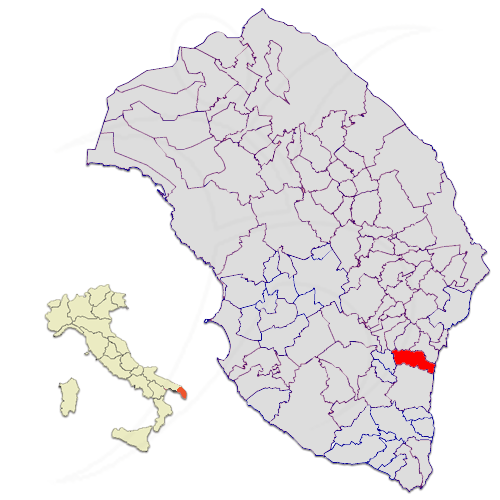
Ubicación de la ciudad de Andrano dentro de la provincia de Lecce.

## Territorio
El territorio del municipio de Andrano comprende una superficie de 15,47 km² en la parte sureste de la península de Salento e incluye un tramo de la costa del mar Adriático, al sur de Capo d'Otranto. El territorio municipal se encuentra entre 0 y 110 metros sobre el nivel del mar, con un rango de altitud de 110 metros.
Desde octubre de 2006, parte del territorio municipal de Andrano está incluido en el Parque Costa Otranto - Santa Maria di Leuca y Bosco di Tricase, creado por la Región de Apulia con el objetivo de salvaguardar la costa oriental de Salento, rica en un valioso patrimonio arquitectónico. y especies animales y vegetales importantes. Andrano es la sede del parque.
Limita al norte con los municipios de Spongano y Diso, al este con el mar Adriático, al sur con el municipio de Tricase, al oeste con los municipios de Montesano Salentino y Surano.

## Evolución demográfica
| Gráfica de evolución demográfica de Andrano entre 1861 y 2001 |
|                                                               |
| Fuente ISTAT - elaboración gráfica de Wikipedia               |